# Theodor Dietrich
Theodor Dietrich (* 11. Januar 1833 in Meißen; † 1. Oktober 1917 in Hannover) war ein deutscher Agrikulturchemiker.
Dietrich, Sohn eines Schuldirektors, absolvierte eine mehrjährige Lehrzeit in einer Apotheke und arbeitete von 1852 bis 1857 als Assistent bei Julius Adolph Stöckhardt an der Akademie für Forst- und Landwirte in Tharandt. 1857 wurde er mit einer agrikulturchemischen Dissertation an der Universität Leipzig zum Dr. phil. promoviert. Von 1857 bis 1902 leitete er die Landwirtschaftliche Versuchsstation für Kurhessen, die zunächst in Haidau, seit 1865 auf der Domäne Altmorschen und seit 1880 in Marburg angesiedelt war.
Zu den Schwerpunkten seiner Forschungstätigkeit gehörten Untersuchungen über die Verwitterung bodenbildender Gesteine. Außerdem prüfte er in umfangreichen Versuchsserien die Eignung organischer und mineralischer Stoffe als Düngemittel. Von 1868 bis 1914 hat er in Zusammenarbeit mit Fachkollegen, zeitweise auch allein, den „Jahresbericht über die Fortschritte auf dem Gesamtgebiete der Agrikulturchemie“ herausgegeben. 1880 wurde ihm der Titel Professor verliehen, 1902 erfolgte seine Ernennung zum Geheimen Regierungsrat.